# Hub-Nunatak
Der Hub-Nunatak (von englisch hub ‚Nabe‘) ist ein Nunatak in der Form eines traditionellen Bienenkorbs von 915 m Höhe im Grahamland im Zentrum der Antarktischen Halbinsel. Er ragt inmitten des Gletschersystems Traffic Circle auf.
Erstmals gesichtet wurde er im Jahr 1940 von Teilnehmern der United States Antarctic Service Expedition (1939–1941). Diese benannten ihn nach seiner zentralen Lage im Traffic Circle.